# Повіт Тано
Пові́т Та́но (яп. 多野郡, たのぐん, МФА: [tano guɴ]) — повіт у префектурі Ґумма, Японія.